# Parmacella valenciennii
Parmacella valenciennii is een slakkensoort uit de familie van de Parmacellidae. De wetenschappelijke naam van de soort is voor het eerst geldig gepubliceerd in 1836 door Webb & Van Beneden.